# Basiano
Basiano es una localidad italiana de la provincia de Milán, región de Lombardía, con 3.621 habitantes.

## Evolución demográfica
| Gráfica de evolución demográfica de Basiano entre 1861 y 2001 |
|                                                               |
| Fuente ISTAT - elaboración gráfica de Wikipedia               |